# Stjepan Bobek
Stjepan Bobek (pronunciación en croata: /stjêpaːn bǒbek/; Zagreb, Yugoslavia, 3 de diciembre de 1923 – Belgrado, Serbia, 22 de agosto de 2010) fue un futbolista y entrenador serbocroata que jugaba de delantero.
Era reconocido por su técnica y su alta capacidad goleadora por lo que es habitualmente reconocido como uno de los mejores jugadores de la antigua Yugoslavia. Es según los portales expertos en estadísticas históricas de Rec.Sport.Soccer Statistics Foundation y Federación Internacional de Historia y Estadística de Fútbol (IFFHS) como el quinto máximo goleador en los campeonatos de Primera División de Europa, con 403 goles —mismo registro a nivel mundial. Los datos son reconocidos por la UEFA y la FIFA.
En 1995 fue proclamado el mejor futbolista de todos los tiempos del Fudbalski klub Partizan (es. Fútbol Club Partizán), club en el que logró sus mayores éxitos y registros. A nivel internacional es el máximo goleador de todos los tiempos del equipo nacional de Yugoslavia, con el que anotó 38 goles en 63 apariciones entre 1946 y 1956, y con los que ganó dos medallas de plata en los Juegos Olímpicos de Londres 1948 y Helsinki 1952, y con los que disputó dos Copas del Mundo (Brasil 1950 y Suiza 1954, destacando en el primero). Después de retirarse del fútbol activo en 1959, se dedicó a la dirección técnica ganando diversos títulos nacionales en Yugoslavia y Grecia con el F. K. Partizan y el Panathinaikós Athlitikos Omilos, antes de finalizar su etapa en Polonia y Túnez.

## Trayectoria
Ferenc Puskás, considerado también como uno de los mejores goleadores y jugadores de la historia, dijo de él: «La técnica de Bobek con el balón no tiene rival. No me da vergüenza admitir que intenté copiarlo. Cuán parecido era a Dios con su "dribbling" y su pase de tacón era impecable. Él es todavía uno de los artistas más notables del fútbol».[cita requerida]

## Clubes como futbolista
| Club             | País       | Año       |
| ---------------- | ---------- | --------- |
| Građanski Zagreb | Croacia    | 1944-1945 |
| FK Partizan      | Yugoslavia | 1945-1959 |

## Selección Yugoslavia

### Estadísticas
| Selección | Temporada | Amistosos | Amistosos | Mundiales | Mundiales | Europa | Europa | Total | Total | Media |
| --------- | --------- | --------- | --------- | --------- | --------- | ------ | ------ | ----- | ----- | ----- |
| Selección | Temporada | Part.     | Goles     | Part.     | Goles     | Part.  | Goles  | Part. | Goles | Media |
| Adulta    | 1946      | 2         | 1         | -         | -         | 2      | 1      | 4     | 2     | 0.50  |
| Adulta    | 1947      | 2         | 3         | -         | -         | 4      | 3      | 6     | 6     | 1.00  |
| Adulta    | 1948      | -         | -         | -         | -         | 7      | 4      | 7     | 4     | 0.57  |
| Adulta    | 1949      | 2         | 2         | -         | -         | 6      | 3      | 8     | 5     | 0.62  |
| Adulta    | 1950      | 8         | 3         | 3         | 1         | -      | -      | 11    | 4     | 0.36  |
| Adulta    | 1951      | 5         | 5         | -         | -         | -      | -      | 5     | 5     | 1.00  |
| Adulta    | 1952      | 3         | 4         | -         | -         | 6      | 3      | 9     | 7     | 0.77  |
| Adulta    | 1953      | -         | -         | -         | -         | 1      | 0      | 1     | 0     | 0     |
| Adulta    | 1954      | 6         | 5         | 2         | 0         | 1      | 0      | 9     | 5     | 0.55  |
| Adulta    | 1955      | 1         | 0         | -         | -         | 1      | 0      | 2     | 0     | 0     |
| Adulta    | 1956      | 1         | 0         | -         | -         | 1      | 0      | 2     | 0     | 0     |
| Total     | Total     | 30        | 23        | 5         | 1         | 28     | 14     | 63    | 38    | 0.60  |

## Clubes como entrenador
| Club                        | País       | Año       |
| --------------------------- | ---------- | --------- |
| Legia de Varsovia           | Polonia    | 1959      |
| FK Partizan                 | Yugoslavia | 1960-1963 |
| Panathinaikos               | Grecia     | 1963-1967 |
| FK Partizan                 | Yugoslavia | 1967-1969 |
| Olympiacos F.C.             | Grecia     | 1969-1970 |
| Dinamo Zagreb               | Yugoslavia | 1972      |
| Panathinaikos               | Grecia     | 1974-1975 |
| Panetolikos                 | Grecia     | 1975-1976 |
| Espérance Sportive de Tunis | Túnez      | 1976-1978 |
| FK Vardar                   | Yugoslavia | 1976-1978 |
| FK Zemun                    | Yugoslavia |           |

## Nota
1. ↑  La IFFHS es un ente colaborador de la FIFA por lo que muchos de sus datos están de igual manera homologados por el máximo organismo futbolístico.